# Найфельд
Найфельд (рос. Найфельд) — село у Біробіджанському районі Єврейської автономної області Російської Федерації.
Входить до складу муніципального утворення Найфельдське сільське поселення. Населення становить 1118 осіб (2010).

## Історія
Згідно із законом від 26 листопада 2003 року органом місцевого самоврядування є Найфельдське сільське поселення.

## Населення
| 2002 | 2010  |
| ---- | ----- |
| 1359 | ↘1118 |